# 语音交替
语音交替（简称交替，或译语音变异，英文 alternation）指的是同一语素具有不同音位学实现的现象。每一种不同的实现形式叫做交替形式（英文 alternant），交替形式可能受到音位学、词法学、句法学环境的调控。
语音交替为同位异音和同位异形的确定提供了依据。

## 音位学决定的交替
英语中的复数标记语素通常是 s 或 es ，发音为/s/、/z/或/ᵻz/ ，具体取决于前面的音。
1. 如果前面是咝音（/s/, /z/, /ʃ/, /ʒ/）或颚龈塞擦音（/tʃ/, /dʒ/），复数标记发音为/ᵻz/。如：
  - mass /ˈmæs/，复数形式 masses /ˈmæsᵻz/（块，堆）
  - fez /ˈfɛz/，复数形式 fezzes /ˈfɛzᵻz/
  - mesh /ˈmɛʃ/，复数形式 meshes /ˈmɛʃᵻz/（网状物，陷阱）
  - mirage /mɪˈrɑːʒ/，复数形式 mirages /mɪˈrɑːʒᵻz/（幻影，海市蜃楼）
  - church /ˈtʃɜːrtʃ/，复数形式 churches /ˈtʃɜːrtʃᵻz/（教堂）
  - bridge /ˈbrɪdʒ/，复数形式 bridges /ˈbrɪdʒᵻz/（桥）
2. 否则，如果前面是清音，复数标记发音为/s/。如：
  - mop /ˈmɒp/，复数形式 mops /ˈmɒps/（拖把）
  - mat /ˈmæt/，复数形式 mats /ˈmæts/（垫子）
  - pack /ˈpæk/，复数形式 packs /ˈpæks/（包装）
  - cough /ˈkɒf/，复数形式 coughs /ˈkɒfs/（咳嗽）
  - myth /ˈmɪθ/，复数形式 myths /ˈmɪθs/（神话）
3. 否则，如果前面是浊音，复数标记发音为/z/。如：
  - dog /ˈdɒɡ/，复数形式 dogs /ˈdɒɡz/（狗）
  - glove /ˈɡlʌv/，复数形式 gloves /ˈɡlʌvz/（手套）
  - ram /ˈræm/，复数形式 rams /ˈræmz/（公羊）
  - doll /ˈdɒl/，复数形式 dolls /ˈdɒlz/（玩偶）
  - toe /ˈtoʊ/，复数形式 toes /ˈtoʊz/（脚趾）

## 与意义相关的交替

### 词法学决定的交替
法语中，通常形容词的阳性形式词尾辅音不发音，而阴性形式词尾发音。拼写上，阳性形式直接以辅音字母结尾，而阴性形式在词尾加上一个不发音的e：
- 阳性 petit [pəti]，阴性 petite [pətit]“小”
- 阳性 grand [ɡʁɑ̃]，阴性 grande [ɡʁɑ̃d]“高”
- 阳性 gros [ɡʁo]，阴性 grosse [ɡʁos]“大”
- 阳性 joyeux [ʒwajø]，阴性 joyeuse [ʒwajøz]“开心”
- 阳性 franc [fʁɑ̃]，阴性 franche [fʁɑ̃ʃ]“坦诚”
- 阳性 bon [bɔ̃]，阴性 bonne [bɔn]“好”

### 句法学决定的交替
海島凱爾特語支中，单词会因具体句法学环境发生辅音变化。
例如爱尔兰语中形容词在阴性单数名词前发生弱化（Lenition）：
- 弱化前 mór [mˠoːɾˠ]“大”，弱化后 bean mhór [bʲan woːɾˠ]“大女人”

威尔士语中名词作为限定动词的直接宾语时发生弱化（Soft mutation）：
- 弱化前 beic [bəik]“单车”，弱化后 Prynodd y ddynes feic [ˈprənoð ə ˈðənɛs vəik]“女人买了辆单车”

## 与语音变化的区别

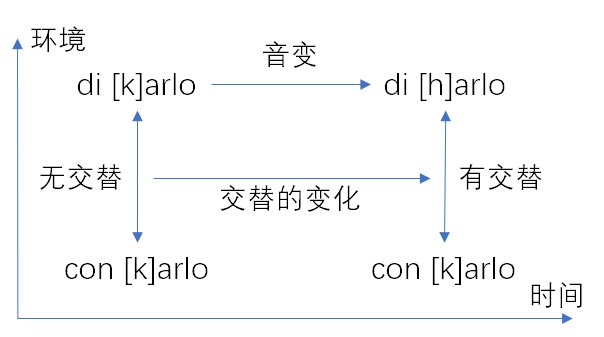
语音交替与语音变化的区别

“语音变化”指的是历时性的变化，强调音系随历史时间的变化；“语音交替”则指的是共时性的变化，更偏重于在同一历史时间段，语素存在不同的发音的现象，取决于音位、语法、句法环境抑或是个人的发音习惯。语音交替不改变语言的底层形式。
不过，“语音变化”有时也用来指代“语音交替”随历史时间的变化，如托斯卡纳语元音后的 /k/，早期为 di [k]arlo“属于卡洛”，现在为 di [h]arlo，但在其他位置的交替形式仍为[k]：con [k]arlo“和卡洛一起”。因此经常需要说明指的是音位变化还是结构重组。

## 引注
1. ↑  后缀 -⟨es⟩ 中的元音音位可能是 /ɪ/ 或 /ə/，⟨ᵻ⟩ 是“/ɪ/ 或 /ə/”的速记形式。这种用法来自于牛津英语词典。